# گوگوگوگو
گوگوگوگو (به لاتین: Gogogogo) یک منطقهٔ مسکونی در ماداگاسکار است که در آتسیمو-آندرفانا واقع شده‌است. گوگوگوگو ۱۹٬۴۵۴ نفر جمعیت دارد و ۳۴۱ متر بالاتر از سطح دریا واقع شده‌است.